# Heaven's Gate (banda)
Heavens Gate es una banda de power metal proveniente de Wolfsburgo, Alemania.
Comenzaron su carrera como banda bajo el nombre de Steeltower en 1982, lanzando su primer disco Night of the dog en 1984.   
En 1987 deciden cambiar su nombre por el de Heaven's Gate, siendo su primer disco bajo esta nueva denominación In Control, lanzado en 1989.
Fueron junto a bandas como Helloween, Grave Digger, Running Wild y Rage pioneros del power metal alemán, tomando influencias de Iron Maiden y Judas Priest. Como curiosidad resaltar que hicieron una versión del Always Look on the Bright Side of Life de los Monty Python en clave de metal.
En 1999, una década después de haber lanzado su disco debut, pusieron fin a su carrera, motivados sobre todo por el interés del guitarrista Sascha Paeth en centrarse en su carrera como productor musical.

## Miembros
- Thomas Rettke - voz (1987-1999)
- Sascha Paeth - guitarra (1987-1999)
- Bonny Bilski - guitarra (1987-1999)
- Robert Hunecke-Rizzo - bajo (1996-1999)
- Thorsten Müller - batería (1987-1999)

### Otros miembros
- Ingo Millek - guitarra (1987)
- Bernd Kaufholz - guitarra
- Manni Jordan - bajo (1987-1995)

## Discografía

### En estudio
- In Control - 1989
- Livin' In Hysteria - 1991
- Hell For Sale! - 1992
- Planet E. - 1996
- Menergy - 1999

### En vivo
- Live For Sale! - 1993

### EP
- Open The Gate And Watch! - 1990
- More Hysteria - 1992
- In The Mood - 1997

### Compilaciones
- Boxed - 1999